# Будак, Борис Михайлович
Борис Михайлович Будак (1917—1972) — советский учёный, математик, кандидат физико-математических наук (1946), доцент.

## Биография
Его родители, отец Михаил Алексеевич Будак и мать Мария Петровна Будак, были сельскими учителями: отец был учителем математики, а мать учительницей начальных классов. В 1932 семья переехала жить в Симферополь, где поступил учиться в 8-й класс образцово-показательной школы, после окончания которой в 1935 поступил на механико-математический факультет МГУ. В 1939 году вместе со своими однокурсниками, проходя военные сборы, участвовал в присоединении к СССР областей Западной Белоруссии, побывал и на территории Польши. Сдал последний госэкзамен 21 июня 1941, накануне начала Великой Отечественной войны. Записался добровольцем на фронт, но из-за сильного дефекта зрения было отказано, вместо этого отправлен в Сибирь работать на оборонном заводе, где как специалист-математик проводил необходимые расчёты по проектам создаваемой военной техники. Вернулся в Москву в 1943 и начал обучение в аспирантуре. По окончании войны летом 1945 был распределён на кафедру математики физического факультета, которой руководил А. Н. Тихонов. В декабре 1946 успешно защитил под руководством В. В. Степанова кандидатскую диссертацию на тему «Дисперсные динамические системы».
Будак был привлечён к работе над расчётами по Атомной программе СССР (вместе с А. Н. Тихоновым, А. А. Самарским, А. Д. Сахаровым). Специальным постановлением, подписанным И. В. Сталиным в 1948 году, ему была выделена для проживания комната в коммунальной квартире. Будак также занимался научными разработками, работая в Подмосковных Подлипках, будучи знакомым с главным конструктором С. П. Королёвым.
В 1972 из-за аномальной жары нарушилось мозговое кровообращение, в начале сентября 1972 прочитал последнюю в своей жизни лекцию студентам.

## Публикации
В 1973 году в «Вестнике МГУ», серия «Математика и механика» была напечатана заметка, посвящённая его памяти с указанием печатных трудов, которых оказалось больше 100.
- Будак Б. М. О книге С. И. Новосёлова «Специальный курс элементарной алгебры». Советская наука, 1951.[3]
- Будак Б. М., Фомин С. В. Кратные интегралы и ряды : [Учебник для физ. и физ.-мат. фак. ун-тов]. — 2-е изд., стер. — Москва : Наука, 1967. — 607 с. : черт.; 22 см. — (Курс высшей математики и математической физики. Под. ред. А. Н. Тихонова и др.; Вып. 2).[4][5]
- Будак Б. М., Москал М. З. О классическом решении многомерной многофронтовой задачи Стефана. Доклады АН СССР, 1969.[6]
- Будак Б. М., Виньоли А., Гапоненко Ю. Л. Об одном способе регуляризации для непрерывного выпуклого функционала. Журнал вычислительной математики и математической физики, 1969.[7]
- Будак Б. М., Самарский А. А., Тихонов А. Н. Сборник задач по математической физике : [Для ун-тов]. — 2-е изд., испр. — Москва : Наука, 1972. — 687 с. : черт.; 22 см.[8]
- B. M. Budak, A. A. Samarskii and A. N. Tikhonov: A Collection of Problems in Mathematical Physics. Pergamon Press 1964, New York, Dover Publications. Inc., 1988, 768 pp. ISBN 0-486-65806-6

## Семья
Сын — Александр Борисович Будак, доцент кафедры общей математики факультета ВМК МГУ.